# Caspar Sporck
Caspar Antoine Sporck (Heerlen, 10 augustus 1922 – Bayreuth, 8 april 1945) was een SS-Unterscharführer (onderofficier) in de Waffen-SS tijdens de Tweede Wereldoorlog. Hij werd onderscheiden met het Ridderkruis van het IJzeren Kruis. Daarmee was hij de derde Nederlander die deze hoge militaire onderscheiding kreeg.

## Tweede Wereldoorlog
Sporck meldde zich in april 1941 vrijwillig aan bij de Waffen-SS. Hij werd commandant van een Sonderkraftfahrzeug (afkorting Sd.Kfz.) 251/9 met een 75 mm L/24 kanon, bijgenaamd "Stummel".
De Sd.Kfz. van Sporck maakte deel uit van de 5e Schwere Kompanie, 11 SS Panzer-Aufklärungs Abteilung, 11. SS-Freiwilligen-Panzergrenadier-Division Nordland. Hij nam deel aan Operatie Barbarossa, de Duitse aanval op de Sovjet-Unie op 22 juni 1941, en werd tijdens de eerste Russische winter van de oorlog onderscheiden met de Oostfront medaille.
Op april 1942 raakte hij in de omgeving van Veliky Novgorod voor de eerste keer gewond. Hij werd geëvacueerd naar een veldhospitaal, waar hij tot juli 1942 verbleef. Vervolgens werd hij om te herstellen naar Bussum in Nederland gestuurd. Daar bleef hij tot oktober 1942. Hij werd op januari 1944 onderscheiden met het Duitse ridderkruis, voor zijn acties in de omgeving van Gubanizy. Een Russische tankmacht had de Duitse linies doorbroken en zou de stad Gubinazy binnendringen. Sporck reed zijn Stummel in het midden van de tankmacht, viel ze aan en vernietigde zo elf tanks.

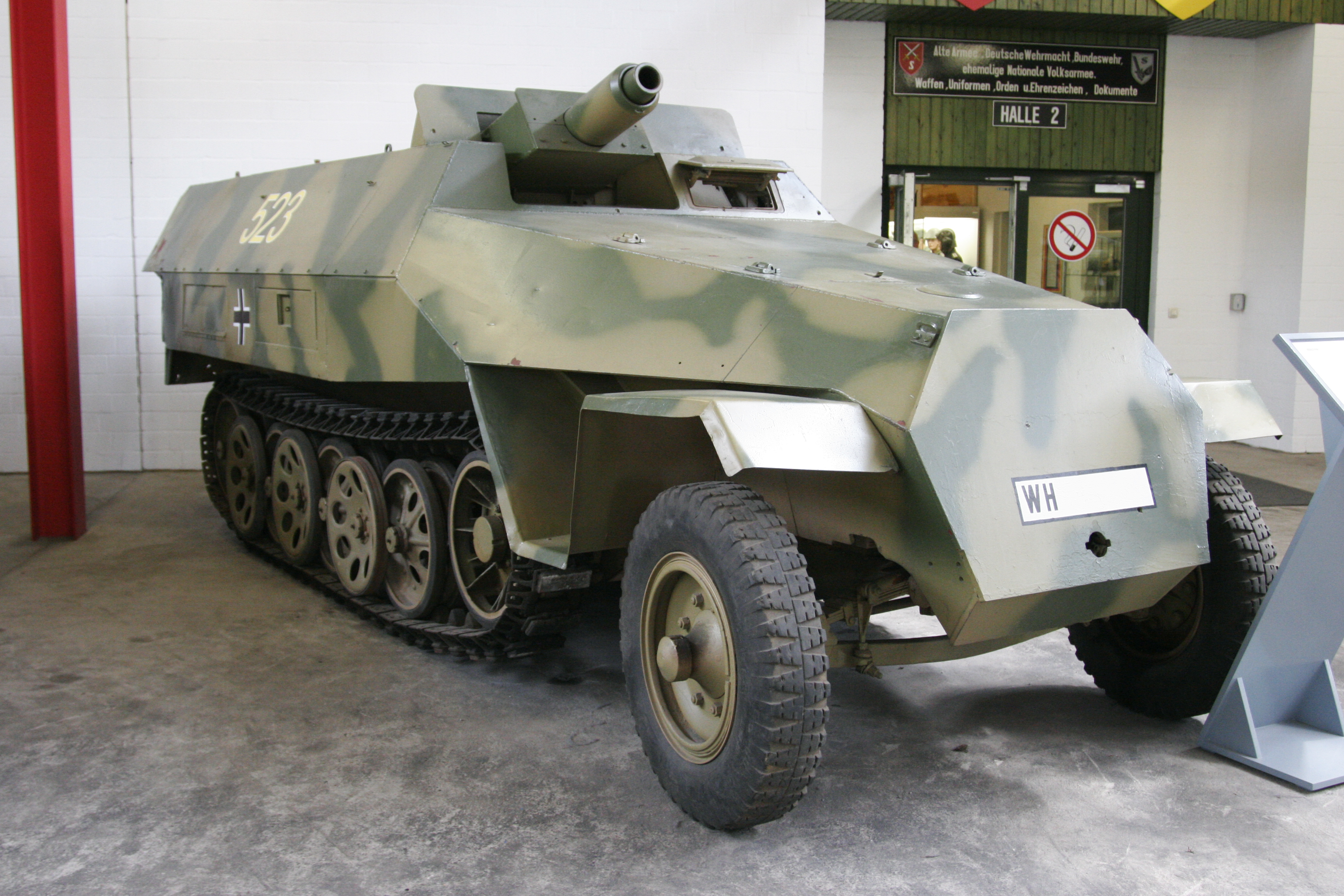
"Stummel" het type Sd.Kfz. dat door Sporck gebruikt werd.

Op 31 januari 1944, tijdens het laatste uur van het Kingisepp-Gdov offensief in de Slag om Narva, bleef Sporck alleen achter met zijn Stummel. Hij patrouilleerde ten oosten van de frontlijn en gaf rugdekking aan de achtergebleven troepen. Bij de schemering, met de vijand dicht achter zich, was Sporck de laatste die de Duitse linies wist te bereiken. Daarom werd hij door zijn bataljonscommandant, Sturmbannführer Rudolf Saalbach, voorgedragen voor het Ridderkruis van het IJzeren Kruis.

## Zijn dood
Sporck overleefde de oorlog niet. Hij overleed door verwondingen opgelopen tijdens een actie bij het Stettin-bruggenhoofd. Hij overleed in een veldhospitaal op 8 april 1945 in Bayreuth. Hij werd op 14 april 1945 begraven op het Ehrenfriedhof St.Georgen in Bayreuth, grafnummer 413, onder de naam "Kaspar Spork".

## Militaire loopbaan
- SS-Sturmmann: 1 september 1942
- SS-Rottenführer: 31 december 1943
- SS-Unterscharführer: 1 mei 1944

## Decoraties
- Ridderkruis van het IJzeren Kruis als SS-Unterscharführer en Geschützführer in 5.(schwere)Kompanie / SS-Aufklärungs-Abteilung 11 / 11.SS-Freiwilligen-Panzer-Grenadier-Division “Nordland[2][3]
- IJzeren Kruis 1939, 1e Klasse (7 februari 1944)[4] en 2e Klasse (30 januari 1944)[4]
- Gewondeninsigne 1939 in zwart[4] in 1942
- Medaille Winterschlacht im Osten 1941/42 in 1942
- Panzerkampfabzeichen in brons op 20 april 1944[4]